# Фергеланда (коммуна)
Фергеланда (швед. Färgelanda kommun) — населённый пункт и одноимённая коммуна в Швеции в лене Вестра-Гёталанд, расположенная частично в Бохуслене, на территории бывшего лена Эльвсборг.
Расположен в юго-западной части исторической провинции Дальсланд и граничит на севере с коммуной Дальс-Эд и коммуной Бенгтсфорс, на востоке с коммуной Меллеруд и коммуной Венерсборг, все находились в бывшем лене Алвсборг. На юге коммуна граничит с коммуной Уддевалла, а на западе — с коммуной Мункедаль, оба в бывшем лене Гётебор-Бохус.
По данным переписи 31 декабря 2021 года в коммуне проживало 6 576 человек, а плотность населения составляла 11,17 чел./км². Плотность коммуны составляет 618,33 км². Идентификационный код субъекта самоуправления  — 1439 (с 1998) и 1507 (до 1997).
Населённые пункты коммуны — Ферьеланда, Хёгсетер, Йербо, Лердаль, Роггерд, Реннеланда, Торп и Эдеборг.

## Население
| Население коммуны Ферьеланда за 1970-2015 годы | Население коммуны Ферьеланда за 1970-2015 годы | Население коммуны Ферьеланда за 1970-2015 годы | Население коммуны Ферьеланда за 1970-2015 годы | Население коммуны Ферьеланда за 1970-2015 годы |
| Год                                            |                                                |                                                | Население                                      |                                                |
| ---------------------------------------------- | ---------------------------------------------- | ---------------------------------------------- | ---------------------------------------------- | ---------------------------------------------- |
| 1970                                           |                                                |                                                | 6 285                                          |                                                |
| 1975                                           |                                                |                                                | 6 903                                          |                                                |
| 1980                                           |                                                |                                                | 7 373                                          |                                                |
| 1985                                           |                                                |                                                | 7 411                                          |                                                |
| 1990                                           |                                                |                                                | 7 580                                          |                                                |
| 1995                                           |                                                |                                                | 7 420                                          |                                                |
| 2000                                           |                                                |                                                | 7 020                                          |                                                |
| 2005                                           |                                                |                                                | 6 824                                          |                                                |
| 2010                                           |                                                |                                                | 6 654                                          |                                                |
| 2015                                           |                                                |                                                | 6 495                                          |                                                |
| Источник: SCB                                  |                                                |                                                |                                                |                                                |

## Галерея

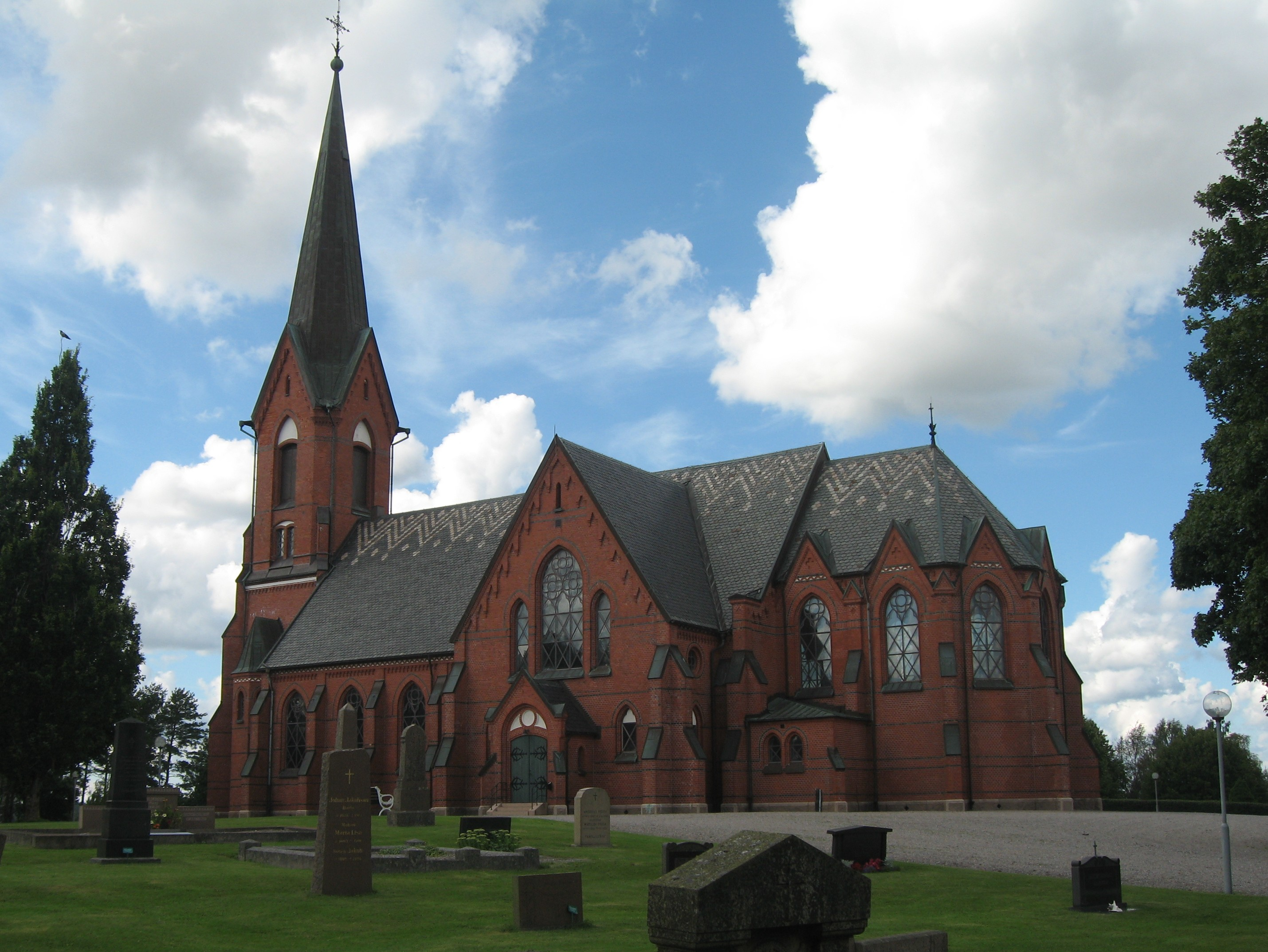
Хёгсетерская церковь
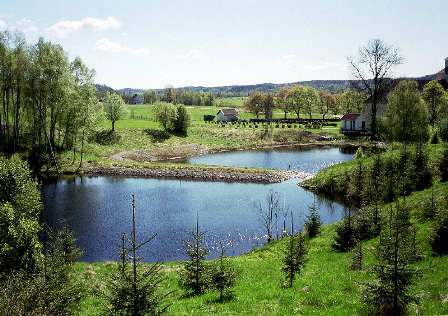
Лердаль